# Apomorfină
Apomorfina este un medicament antiparkinsonian, fiind utilizat în tratamentul bolii Parkinson. Calea de administrare disponibilă este cea subcutanată.
Medicamentul a fost aprobat pentru uz medical în Statele Unite ale Americii în anul 2004.

## Utilizări medicale
Apomorfina este utilizată în tratamentul fluctuațiilor motorii (fenomenul „on-off”), la pacienții cu boala Parkinson care nu este insuficient controlată cu alte antiparkinsoniene.

## Farmacologie
Apomorfina este un stimulant direct al receptorilor dopaminergici, având o acțiune agonistă asupra ambelor tipuri de receptori: D1 și D2.